# Restauración inglesa

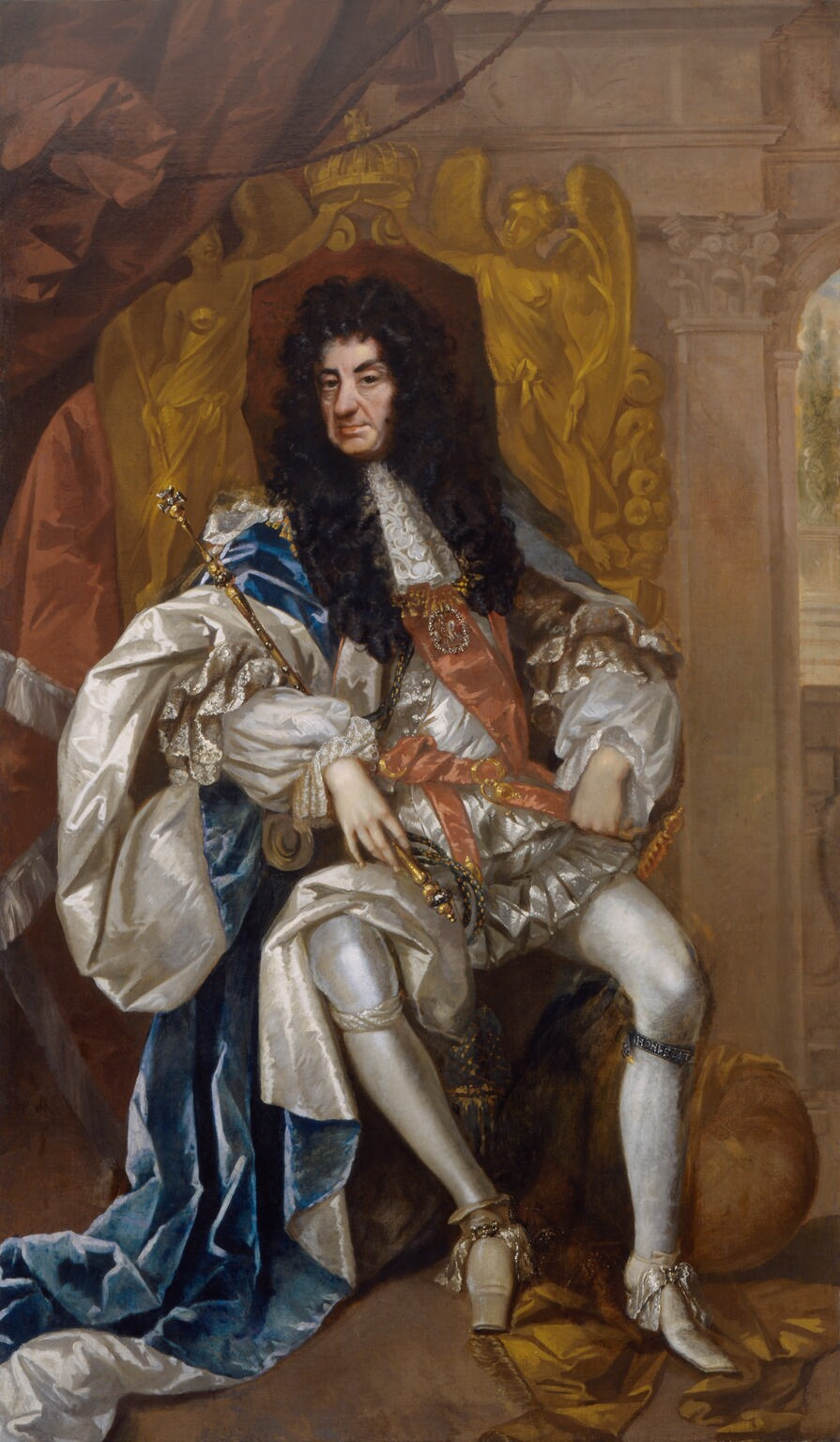
El rey Carlos II, primer monarca que gobernó tras la restauración inglesa.

La Restauración inglesa o Restauración de los Estuardo es el nombre con el que se conoce al periodo de la historia de Inglaterra que comenzó en 1660 cuando se restableció la monarquía en la figura de Carlos II tras la Revolución inglesa. El término se aplica tanto a los hechos que provocaron la caída de la república establecida por Oliver Cromwell y la consecuente recuperación de la monarquía como forma de gobierno, así como al periodo inmediato a la subida al trono de Carlos II.

## Fin del protectorado
El Protectorado, la forma política establecida por Cromwell en la última etapa de la Commowealth tras la disolución del parlamento en 1653, podría teóricamente haber perdurado si Richard Cromwell, quien había sido nombrado Lord Protector tras la muerte de su padre, hubiera sido capaz de continuar las políticas que este había instituido. Sin embargo, su debilidad política y de carácter, así como la falta de experiencia militar y de empatía de sus adeptos hacia su persona le impidió contar con la confianza de su ejército. Pasados siete meses, el propio ejército le retiró del cargo el 6 de mayo de 1659, y reinstaló el Parlamento de Inglaterra. 
Debido a la destitución de Richard Cromwell del gobierno, también se le retiraron los múltiples privilegios militares con los que contaba. Por ello, Charles Fleetwood (enlace roto disponible en Internet Archive; véase el historial, la primera versión y la última). fue nombrado miembro del Comité de Seguridad y del Consejo de Estado y uno de los siete comisionados del ejército. El 9 de junio de 1659, se le nombró comandante en jefe del ejército, sin embargo, debido a las dimensiones de los cargos militares, su poder fue reducido en el Parlamento que eligió limitar la autoridad militar de un modo parecido al del Parlamento anterior a la Guerra Civil. 
El 12 de octubre de 1659, por decisión de Fleetwood, se retiró del servicio a John Lambert y a otros oficiales y fue designado jefe del consejo militar bajo la autoridad del Parlamento. Por ello, al día siguiente Lambert ordenó que se cerraran las puertas de la Cámara de los Lores y que se expulsara a sus miembros, puesto que veía la fuerza militar que Fleetwood estaba adquiriendo. El 26 de octubre se estableció un nuevo comité de seguridad del que formaban parte tanto Lambert como Fleetwood, de modo que existía una aparente equidad militar entre ambos, cuestión que aumentó cuando Lambert fue nombrado jefe supremo de las tropas en Inglaterra y Escocia, de las que Fleetwood era general. Lambert fue enviado a reunirse con George Monck, jefe de las tropas en Escocia, para negociar con él sobre una posible alianza militar en favor de una reconciliación política.
Dicha alianza no se realizó de la forma que el parlamento esperaba. Monck, gobernador de Escocia en época de los Cromwell, marchó hacia el sur con sus tropas para replegarse y realizar un posible ataque en contra de las tropas inglesas. El ejército de Lambert empezó a desvanecerse y regresó a Londres con una cantidad mucho menor a la enviada. Asimismo, el avance de Monck fue constante y llegó a Londres sin encontrar ejército que lo detuviera. Los presbiterianos, excluidos del ejército en 1648, fueron llamados de nuevo a filas de Lambert el 24 de diciembre y se restauró un nuevo Parlamento. Se le retiró el poder a Fleetwood por considerar un abuso de poder en su regencia y tuvo que presentarse ante el Parlamento para explicar su comportamiento, por ello fue encarcelado en la Torre de Londres el 3 de marzo de 1660 y consiguió escapar de ella un mes más tarde. De la misma forma, Lambert intentó iniciar una nueva guerra civil a favor de la Commonwealth, pero fue capturado y la iniciativa fue erradicada por el mismo ejército que encabezaba. De esta forma, el Parlamento inició negociaciones con la Casa Real Estuardo para reinstaurar la monarquía.

## Restauración de Carlos II
El 4 de abril de 1660, en la Declaración de Breda, se hicieron públicas las condiciones en las cuales la Casa de Estuardo, a través de la representación de Carlos II (quien ya era rey de Escocia e Irlanda) aceptaría la corona de Inglaterra. Por ello, Monck organizó una convención parlamentaria que se reunió por primera vez el 25 de abril para votar sobre cuál sería la forma de gobierno que regiría a Inglaterra. Durante ese tiempo, se especulaba que el fallo con respecto a la forma de gobierno cedería en favor de Carlos, por lo cual desde los aristócratas hasta los más pobres trataron de congratularse con el futuro rey y manifestarle su aprobación. 

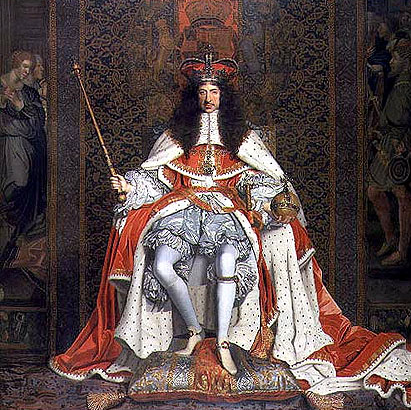
Carlos II de Inglaterra siendo coronado en la Abadía de Westminster

El 8 de mayo se proclamó que Carlos II había sido fiel a Inglaterra, incluso aún después de la ejecución de Carlos I que se había producido en el mes de enero de 1649, con esta declaración, se aceptaba la monarquía de nuevo como forma de gobierno. Carlos regresó del exilio el 23 de mayo y entró en Londres el 29, día de su cumpleaños. Para celebrar el regreso de su majestad ese día se convirtió en fiesta oficial. Fue coronado en la abadía de Westminster el 23 de abril de 1661.
El nuevo Parlamento se reunió por primera vez el 8 de mayo de 1661 y siguió haciéndolo durante 17 años hasta su disolución el 24 de enero de 1679. Es en este periodo en el que los partidos Whig y Tory se consolidan y toman los nombres con los que se les conoce a la fecha.
El 29 de agosto de 1660 se dictó El Acta de Perdón y Olvido, una ley que perdonaba todas las traiciones previas a la corona, excluyendo de forma específica aquellas que estaban relacionadas con el juicio y ejecución de Carlos I. Sin embargo, no condonaba a las autoridades participantes. Treinta y nueve de los cincuenta inculpados, en su mayoría jueces, fueron declarados culpables. De estos, nueve fueron colgados acusados de traición. Asimismo, a los participantes más importantes en la conformación de la República, entre ellos al "Lord Protector", Cromwell, se les sometió a juicio aún después de fallecidos.

Carlos II se ganó la reputación de amante de las diversiones, en evidente contraste con el gobierno restrictivo de Cromwell, e incluso se le dio el mote de Alegre Monarca. Al rey le gustaban las carreras de caballos, las mujeres, las fiestas y fue un gran promotor de las artes y las ciencias. 

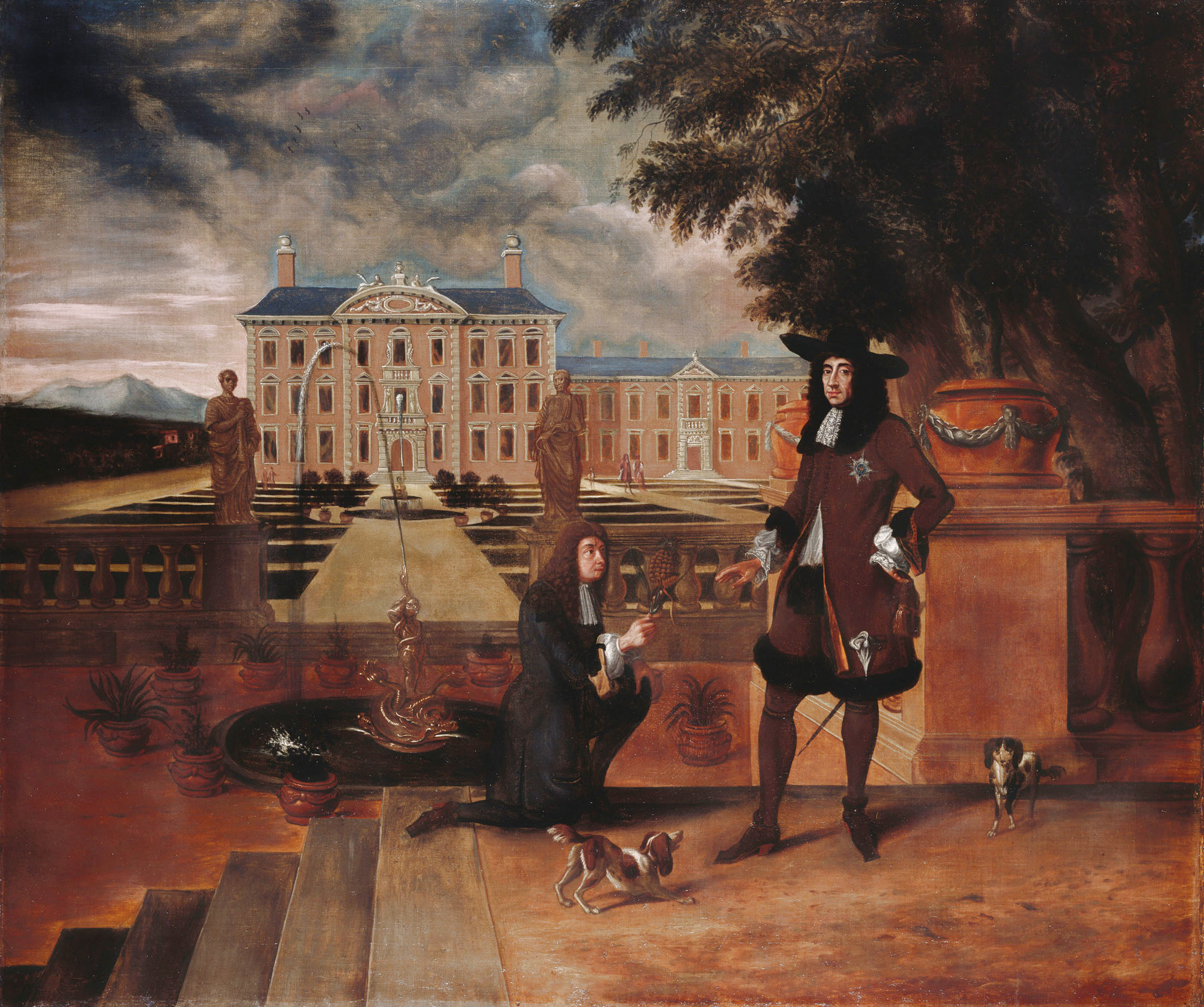
Durante el reinado de Carlos II, la piña llegó a Inglaterra

Más allá de ser una restauración de tipo político, fue la recuperación de las distintas tradiciones católicas que se habían prohibido durante la regencia Protestante del Lord Protector. Muchas de las costumbres abolidas durante la regencia, como la Navidad, se volvieron a establecer en Inglaterra.  Los teatros reabrieron sus puertas, cerradas durante el protectorado de Oliver Cromwell. La Comedia de la Restauración se convirtió en un género claramente reconocible y popular a partir del ascenso de Carlos II, muestra del pleno desarrollo artístico que el monarca fomentaba.
De la misma forma, el impacto político que tuvo fue vasto. Durante la restauración monárquica se instauraron las Cámaras que habían sido abolidas durante el régimen de Cromwell. La relación entre el Rey y el Parlamento era inminente, pero también lo era la restricción del poder que en su tiempo había tenido la Cámara de los Lores. La influencia preponderante de la Cámara de los Comunes en los asuntos públicos fue a partir del reinado de Carlos II un hecho cada vez más evidente y seguro. La política en Inglaterra tuvo un cambio significativo a partir de este acontecimiento.